# Vote sous influence
Pour plus de détails, voir Fiche technique et Distribution.
Vote sous influence (Swing Vote) est un téléfilm américain de 1999 réalisé par David Anspaugh.

## Synopsis
Fraîchement nommé à la Cour suprême, un juge évalue le cas d'une femme accusée de meurtre à la suite d'un avortement.

## Fiche technique
- Titre original : Swing Vote
- Titre français : Vote sous influence
- Réalisation : David Anspaugh
- Scénario : Ronald Bass et Jane Rusconi
- Photographie : Johnny E. Jensen
- Montage : Christopher Cibelli
- Production : 	Richard Brams, Jonathan Littman et Chad Oman
- Pays d'origine :  États-Unis
- Langue : Anglais
- Durée : 90 minutes
- Date de sortie : 19 avril 1999 (USA)

## Distribution
- Andy García : Joseph Michael Kirkland
- Harry Belafonte : le juge Will Dunn
- Robert Prosky : le juge en chef des États-Unis, dit « Bobby »
- Ray Walston : le juge Clore Cawley
- James Whitmore : le juge Daniel Morrissey
- Kate Nelligan : la juge Sara Marie Brandwynne
- Milo O'Shea : le juge retraîté Harlan Greene
- Albert Hall : le juge Hank Banks
- Bob Balaban : le juge Eli MacCorckle
- John Aylward : le juge Benjamin Ripley, dit « Rip »
- LisaGay Hamilton : Virginia Mapes
- Margaret Colin : Linda Kirkland
- Hallie Eisenberg : Jenny Kirkland
- Michael O'Keefe : Arthur Jacklyn
- Tracey Ellis : Marley Terrell
- Hedy Burress : Calley McFearson